# Перевод медицинских текстов
Перевод медицинских текстов (медицинский перевод) — это перевод с одного языка на другой специализированных медицинских публикаций и текстов частного характера, содержание которых непосредственно связано со здоровьем человека. Особая позиция данной категории специализированных переводов определяется важностью любой переводимой информации, повышенным требованиям к точности перевода и соблюдению конфиденциальности частных сведений, а также ярко выраженной неоднородностью используемой терминологии.

## Предмет перевода медицинских текстов
Переводу на другой язык подлежат медицинские тексты любого уровня: эпикризы, протоколы диагностических исследований или проведенных операций, сводки результатов лабораторных тестов, функциональных исследований, информация для пациентов и/или врачей, листки-вкладыши к медикаментам (инструкции по применению), рекомендации по лечению, а также публикации о деятельности медицинских учреждений и научные статьи по различным разделам медицины.
Всего насчитывается 38 основных разделов медицины (первого порядка, например «хирургия», «гинекология и акушерство», «педиатрия», «урология» и пр.).
Количество же подразделов и тем более конкретных специализированных направлений точному подсчету не поддается.

## Разнообразиелексики«медицинского» языка на примере немецких и русских медицинских текстов
Поскольку «медицинский» язык является не просто составной частью, а расширенной модификацией основного языка, то и в отношении переводов таких текстов действуют, помимо правил общей языковой грамоты, ещё и дополнительные, связанные со спецификой медицинской терминологии и традиционных форм (обозначений, выражений), принятых в конкретной стране.
Особым разнообразием лексики отличаются «медицинский» немецкий и «медицинский» русский языки — оба богатые и сочные в «обиходном» варианте, впитавшие в себя номенклатурную терминологию (в просторечии «медицинскую латынь»), английские обозначения и англицизмы, а также все формы сокращений, употребляемых во всех категориях.
Помимо этого, прочно укоренились русифицированные и онемеченные варианты обозначений, например, анатомических терминов, заимствованных из других языков. Так, для обозначения одной и той же анатомической структуры могут использоваться до 12-15 (!) выражений.
В любом случае было бы ошибочным считать, что медицинские тексты представляют собой «обычную» лексику, перемежающуюся вставками «латыни».

## Анатомические термины и Международная анатомическая номенклатура
Преимущественное использование современного варианта какого-либо термина не исключает при этом то и дело встречающиеся в различных источниках более старые названия.
В основу каждой из этих номенклатур положен латинский язык с использованием около 600 основных понятий латинского (большей частью) и греческого (около трети всех понятий) происхождения.
Склонение и словообразование подчиняются правилам «мертвого» латинского языка, являющегося исторически сложившимся фундаментом создания и развития анатомической номенклатуры. Однако считающаяся неизменной «медицинская латынь» также попала под влияние широкого распространения англицизмов в научном мире. Так, например, существует тенденция замены написания «ое» и «ае» в номенклатурных названиях на простое «е» (Oesophagus — Esophagus). Способы образования номенклатурных терминов, правила их склонения и сокращения описываются подробно в трудах, посвящённых Международной анатомической номенклатуре и её применению.

## Особенности перевода медицинских текстов
Помимо активного использования неоднородной и не всегда однозначной анатомической номенклатуры, медицинские тексты отличаются также необычайным разнообразием тематики и лавинообразным появлением новых методов, технологий и приспособлений, названия которым даются «на ходу».
Переводчик медицинских текстов должен настолько четко ориентироваться в предмете, чтобы уверенно выявлять неоднозначные термины и выражения (не забывая о существовании «ложных друзей переводчика») и правильно определять их трактовку. Одним из аспектов использования медицинской терминологии является, помимо навыков работы с Международной анатомической номенклатурой, также свободное владение топографическими ориентирами, плоскостями и осями, применяющихся при описании морфологии.
Результатом попыток переводчиков, специализирующихся на переводе медицинских текстов, объединить разрозненные системы обозначений как анатомических структур, так и разнообразных методик и технических элементов является создание самодельных словарей целевого назначения. Прикладные варианты таких словарей, являясь плодом многолетнего самоотверженного труда, не ставят перед собой задачу углубления в этиологию понятий и предполагают определённый уровень лингвистической подготовки, и без того требуемый для успешной переводческой деятельности.
Каждый переводчик, работающий с медицинскими текстами, должен свободно ориентироваться в единицах измерения, используемых в лабораторной медицине разных стран, и, в случае потребности, производить перерасчёт соответствующих показателей в более популярную систему единиц (чаще всего в СИ).
Особые требования к точности медицинского перевода предполагают в качестве обязательного условия поддержание обратной связи переводчика с заказчиком и автором исходного текста. Лишь непосредственный контакт дает возможность уточнения смысла неясных или неоднозначных определений, а также выявления возможных опечаток и их исправления.

## Качество перевода медицинских текстов
Качественный — во всех отношениях грамотный и точный — перевод медицинских текстов могут обеспечить лишь малочисленные специалисты:
- квалифицированные (имеющие основательную естественнонаучную подготовку, использующие в своей деятельности научный подход и имеющие многолетний опыт работы в данной сфере),
- владеющие алгоритмом поиска редких терминов,
- разбирающиеся в медицинской тематике,
- обладающие безукоризненной языковой грамотностью и
- занимающиеся постоянной самоподготовкой.

Для обеспечения высокого качества медицинских переводов необходимо обладать всеми необходимыми вспомогательными средствами (отсутствие на рынке специализированных словарей достаточного объема вынуждает создавать собственные словари!) и блестяще владеть обоими живыми языками (больше, чем академическая подготовка). К перечисленному выше следует добавить серьёзное отношение к каждому заказу и абсолютную конфиденциальность.
Действительные профессионалы в этой области, соответствуя всем указанным требованиям, могут предложить высококачественный и точный перевод медицинских текстов в полном соответствии содержанию и стилю специализированной информации с расширением услуг типа перевода величин лабораторных показателей в СИ, адаптации текста для малоподготовленных читателей и т. п.